# Marcelo Brou
Marcelo Brou, nome artístico de Marcelo de Almeida Schimmelpfeng (Três Corações, 26 de fevereiro de 1965), é um ator brasileiro. 
Diplomado em Engenharia Civil e Educação Física, começo a atuar em 1992, ao lado de Betty Faria na peça "Camaleoa". Estreou na TV na minissérie Hilda Furacão, no papel do policial Vasco.

## Trabalhos na TV
| Ano  | Título             | Personagem   | Nota         |
| ---- | ------------------ | ------------ | ------------ |
| 1998 | Hilda Furação      | Guarda Vasco |              |
| 1998 | Pecado Capital     | Jorge        |              |
| 1999 | Andando nas Nuvens | Frederico    | Participação |
| 2001 | O Clone            | Pitoco       |              |
| 2005 | América            | Stallone     |              |
| 2006 | Bicho do Mato      | Jonatas      |              |
| 2008 | A Turma do Didi    | Heitor       |              |
| 2009 | Caminho das Índias | Guto         |              |
| 2011 | Fina Estampa       | Pezão        |              |
| 2023 | Travessia          | Acácio       |              |

## No cinema
- 2003 - O Poço - Sérgio

## No teatro
- Camaleoa - 1992 [2]
- O Doente Imaginario
- Hilda
- Divinas Palavras
- Uiva e Vocifera
- O Tempo dos Nossos Amores
- Intimidades
- Casamento